# Presoterapia
La presoterapia es una técnica de tratamiento que consiste en aplicar presión positiva en determinados 
tejidos de las piernas específicamente en lugares lesionados, lo cual provoca una acción similar a un masaje que puede ser útil para mejorar el drenaje linfático y la circulación venosa. Se utiliza está técnica para tratar el edema de las extremidades inferiores o superiores provocado por insuficiencia venosa o alteración del sistema linfático de retorno (linfedema) contribuye a la absorción de toxinas en el torrente sanguino y poder desechar mediante nuestro drenaje linfático lípidos, grasas, ácidos...

## Tipos de presoterapia

### Presoterapia con vendajes

#### Vendajes elásticos de compresión fuerte
Son vendajes elásticos muy extensibles, se expanden y contraen para adaptarse a los cambios de forma, en la pierna al caminar por ejemplo. Mantienen las presiones aplicadas durante extensos periodos de tiempo, incluso con el paciente en reposo.

#### Vendajes inelásticos de compresión fuerte
Son vendajes inelásticos de algodón y de extensión mínima, si son aplicados con fuerza no pueden adaptarse a los cambios de forma. En consecuencia a esto las presiones de dichos vendajes suelen aumentar cuando se camina, ya que el músculo de la pantorrilla intenta expandirse, contra la cubierta textil inextensible. Estos vendajes tienen presiones residuales o en reposo menores que los vendajes elásticos, por lo que no se aconseja su uso en pacientes inmóviles. Esta misma propiedad los hace más apropiados para afrontar alteraciones moderadas en el suministro arterial. Estos requieren una sustitución más frecuente, pues no se adaptan a la reducción del edema y a la disminución de las dimensiones de la pierna.
Estos vendajes tienen un mejor efecto sobre la hemodinámica del sistema venoso profundo en comparación a las vendas inelásticas, por esto son más eficaces en el con un gran reflujo en el sistema venoso profundo.

#### Vendajes multicapa
Se trata de vendajes de 3 o 4 capas, pueden ser vendajes compresivos elásticos o inelásticos, donde cada capa tiene sus propios componentes. La presión es aplicada por capas, con lo que se obtiene una acumulación de presión.

### Mangas compresivas

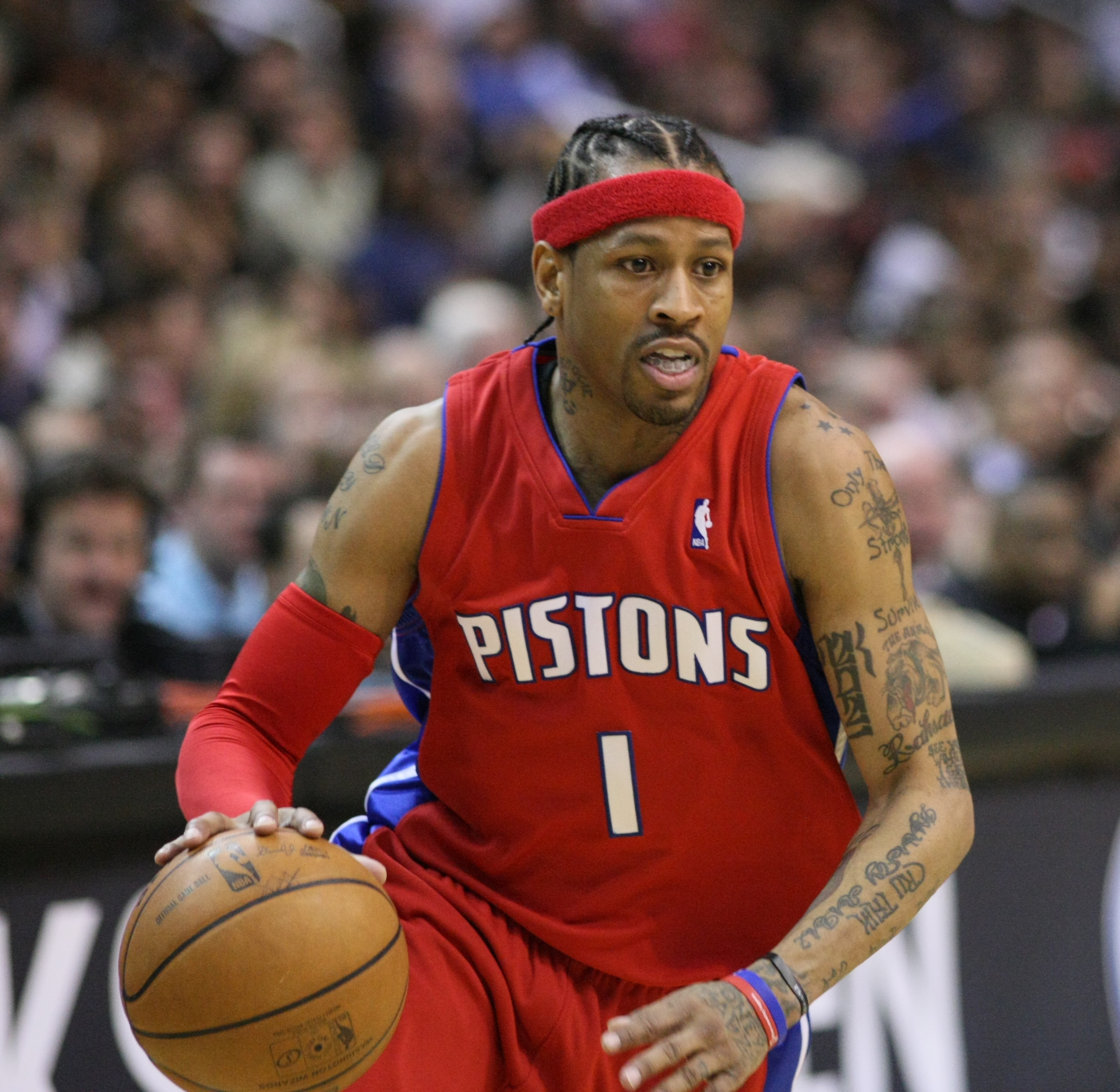
Iverson usando la manga compresiva en un juego de la NBA.

Son prendas ajustadas al miembro superior que actúan provocando una presión positiva sobre el mismo, se utilizan principalmente para el tratamiento del linfedema de la extremidad superior secundario, así como también para tratar la bursitis.
En la actualidad muchos jugadores de la NBA la utilizan como tratamiento, con la finalidad de reducir dolor, mejorar la circulación, mantener calor y ayudar a que zonas afectadas se recuperen. A pesar de los efectos terapéuticos que razonan su uso, muchos jugadores las llevan como parte de una moda, misma que fue iniciada por Allen Iverson en el año 2000, producto de la bursitis que padeció. Dichos jugadores llevan la manga compresiva incluso después de superar problemas físicos, lo que se puede deber al efecto placebo, lo que aporta a los jugadores seguridad frente a recaídas de su lesión y a tener un mejor rendimiento.

### Presoterapia neumática
Una de las técnicas de presoterapia. Se denomina presoterapia neumática y consiste en introducir el área que se desea tratar en una cámara hinchable. Un sistema de control hace que la estructura neumática se adapte al cuerpo del paciente y provoque un aumento de presión desde la región más periférica a la central, por ejemplo desde el pie al muslo.

### Botas de elastocompresión
Son dispositivos de compresión que se emplean en el tratamiento del linfedema de las extremidades inferiores. Existen dos tipos de botas de elastocompresión, la secuencial que consta de entre 2 y 24 comaras que ejercen cada una de ellas una presión diferente y cambiante y la no secuencial con una única cámara que proporciona compresión única y uniforme.

## Indicaciones
Este tipo de tratamiento está indicado en:
- Linfedemas y edemas venosos.
- Problemas en el retorno venoso.
- Varicosis.
- Antes y después de la liposucción.
- Celulitis y obesidad.
- Intoxicación.
- Estrías.